# Atomic Train
Pour plus de détails, voir Fiche technique et Distribution.
Atomic Train est une mini-série télévisée américaine en deux parties de Dick Lowry et David Jackson, diffusée en 1999.

## Synopsis
Stillwater en Utah, un train de marchandises, chargé de produits chimiques inflammables, part pour Denver au Colorado. Peu après son départ, Wally, le conducteur, constate un début d'incendie et une fuite du système de freinage. Stan, son jeune collègue, parvient à maîtriser le feu, mais le train prend brusquement de la vitesse.

## Fiche technique
- Titre original : Atomic Train
- Titre français : Train atomique (au Canada)
- Réalisation : Dick Lowry et David Jackson
- Scénario : Jeff Fazio, Armand Speca, D. Brent Mote, Phil Penningroth et Rob Fresco
- Pays d'origine :  États-Unis
- Genre : catastrophe
- Langue : anglais
- Durée : 168 minutes
- Format : couleur - 1.33 : 1
- Dates de premières diffusions :
  - États-Unis : 16 mai 1999 et 17 mai 1999 sur NBC
  - France : 6 septembre 1999 sur TF1

## Distribution
- Rob Lowe (VF : Emmanuel Curtil) : John Seger
- Kristin Davis (VF : Élisabeth Fargeot) : Megan Seger
- Esai Morales (VF : Vincent Violette) : Noris 'Mac' MacKenzie
- John Finn : Wally Phister
- Mena Suvari (VF : Céline Mauge) : Grace Seger
- Erik King : Beau Randall
- Blu Mankuma (VF : Benoît Allemane) : Reuben Castillo
- Don S. Davis : Général Harlan Ford
- Sean Smith : Chance MacKenzie
- Eric Johnson : Danny
- Chris Ellis : Ed Brown
- Zack Ward : Stan Atkins
- Yanna McIntosh : Christina Roselli